# Ejido Milpillas
Ejido Milpillas är en ort i Mexiko.   Den ligger i kommunen Mexquitic de Carmona och delstaten San Luis Potosí, i den centrala delen av landet, 400 km nordväst om huvudstaden Mexico City. Ejido Milpillas ligger 1 890 meter över havet och antalet invånare är 202.
Terrängen runt Ejido Milpillas är kuperad norrut, men söderut är den platt. Ejido Milpillas ligger nere i en dal. Runt Ejido Milpillas är det ganska tätbefolkat, med 54 invånare per kvadratkilometer. Närmaste större samhälle är Ahualulco, 11,1 km nordost om Ejido Milpillas. Omgivningarna runt Ejido Milpillas är i huvudsak ett öppet busklandskap.